# 작은 소녀의 사랑이야기
〈작은 소녀의 사랑이야기〉는 대한민국의 남매듀엣 현이와 덕이의 첫번째 정규음반 《순진한 아이》의 A면 5번 트랙으로 발표된 곡이다. 《순진한 아이》에 수록된 대부분의 곡들이 장덕이 중학교 2학년(만 14세) 때인 1975년에 이미 작사 · 작곡해 놓은 것 임을 볼 때 이 곡 또한 1975년 경 만들어진 곡일 가능성이 크다.

## 가사
만 열네 살 사춘기의 소녀가 충분히 꿈 꿀 수 있는 내용의 가사이다. 그 가사는, "분홍빛 꿈 속에 찾아온 그 님 / 살며시 웃으며 걸어 오네요 / 꽃처럼 다정히 얘기를 하면 / 스치는 바람도 내게 안기네 / 고요한 밤 하늘 아래 속삭이네요 / 꿈꾸는 작은 소녀의 사랑 이야기 / 아직도 무언지 알 수 없네요 / 두 눈에 새겨진 사랑 이야기". 장덕은 작은 소녀가 되어 왕자님과 만나 사랑하는 꿈을 꾼다. 왕자님이 다정히 말을 건네면 스치는 바람도 귀를 기울일 정도로 소녀의 심장은 뛴다. 하지만 소녀는 아직 사랑이 무엇인 지 잘 알지 못한다. 그저 두 눈에 새겨지는 사랑이야기에 설레일 뿐이다.